# Dolhasca
Dolhasca es una ciudad con estatus de oraș de Rumania ubicada en el distrito de Suceava.
Según el censo de 2011, tiene 10 298 habitantes, mientras que en el censo de 2002 tenía 11 009 habitantes. La mayoría de la población es de etnia rumana (82,66 %), con una minoría de gitanos (12,21 %).
La mayoría de los habitantes son cristianos de la Iglesia Ortodoxa Rumana (92,63 %), con una minoría de hermanos de Plymouth (1,97 %).
La localidad adquirió estatus urbano en 2004. En su territorio se incluyen como pedanías los pueblos de Budeni, Gulia, Poiana, Poienari, Probota, Siliștea Nouă y Valea Poienei.
Se ubica en la esquina suroriental del distrito, cerca del límite con el vecino distrito de Iași y a orillas del río Siret.